# Freiwirtschaft

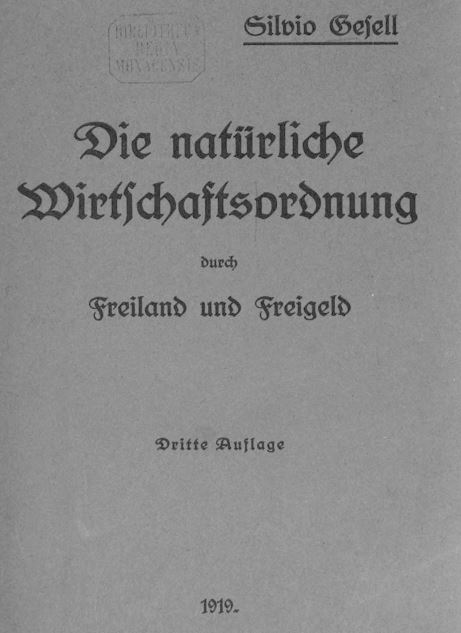
Titelseite des Standardwerkes der Freiwirtschaftsbewegung: Natürliche Wirtschaftsordnung durch Freiland und Freigeld (1919³)

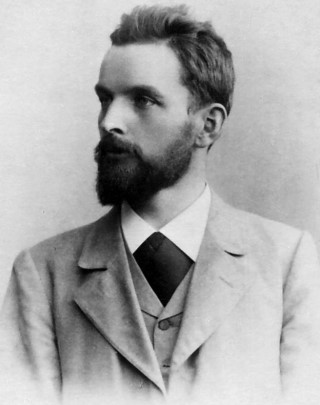
Silvio Gesell (1862–1930), Begründer der Freiwirtschaftslehre

Die Freiwirtschaft ist ein Wirtschaftsmodell, das von Silvio Gesell, einem deutsch-argentinischen Kaufmann, Landwirt und volkswirtschaftlichen Autodidakten, im Wesentlichen zwischen 1891 und 1916 entwickelt worden ist. Anlass seiner drei ersten Schriften, die sich noch ausschließlich mit einer Geldreform beschäftigten, war eine argentinische Wirtschaftskrise um 1890. Anfang des 20. Jahrhunderts forderte Gesell neben einer Währungsreform auch eine Bodenreform. Im Titel seines 1916 erschienenen Hauptwerks heißt es deshalb: Die Natürliche Wirtschaftsordnung durch Freiland und Freigeld.
Unter Freiland wird in der Freiwirtschaft der friedlich in öffentliches Eigentum überführte Boden verstanden. Die Nutzung des Freilandes bleibt jedoch gegen Zahlung einer Pacht in privater oder genossenschaftlicher Regie. Aus der Pacht sollen zunächst die ehemaligen Eigentümer angemessen entschädigt werden. Ist das geschehen, fließt die Pacht – gewissermaßen als abgeschöpfte Bodenrente – der Allgemeinheit zu. Die Umsetzung der Idee des Freilandes ist eine Voraussetzung für die erfolgreiche Umsetzung der Idee des Freigeldes.
Mit Freigeld bezeichnet die Natürliche Wirtschaftsordnung ein Zahlungsmittel, das (wie die Ware) einem Wertverfall unterworfen ist und damit unter Umlaufzwang steht. Der Besitzer von Freigeld kann jedoch der Entwertung entgehen, wenn er die Hortung des Zahlungsmittels vermeidet, es also entweder gegen Ware eintauscht, verleiht oder auf einem Bankkonto (längerfristig) festlegt. Man bezeichnet das Freigeld, das nach Auffassung Gesells zu sinkenden Zinsen, eventuell sogar zu Negativzinsen und im Endeffekt zu einem Nullzinsniveau führt, auch als rostende Banknoten, Fließendes Geld oder Schwundgeld. Freiwirtschaftliche Geldexperimente, auf die sich auch die modernen Komplementärwährungen berufen, fanden Ende der 1920er / Anfang der 1930er Jahre in Deutschland, Österreich und in den Vereinigten Staaten statt. Auch gab es eine Reihe von Versuchen, die Gesellschen Freiland-Ideen umzusetzen. Träger dieser Experimente waren vor allem verschiedene genossenschaftlich organisierte Siedlungsprojekte.
Ideengeschichtliche Beziehungen der Natürlichen Wirtschaftsordnung bestehen zur Physiokratie François Quesnays (1694–1774), zur sogenannten „Eigennutzethik“ Max Stirners (1806–1856), zum solidarischen Anarchismus Pierre-Joseph Proudhons (1809–1865) sowie zu den Bodenreformern des 19. und 20. Jahrhunderts. Unter Letzteren ist besonders Michael Flürscheim zu nennen.
Seit Beginn des 21. Jahrhunderts findet die Natürliche Wirtschaftsordnung neue Aufmerksamkeit. Gründe dafür sind unter anderem die Entstehung von Regionalwährungen, die Weltwirtschaftskrise ab 2007, die Eurokrise ab 2010 sowie die Nullzinspolitik der Europäischen Zentralbank.

## Zum Begriff
Der Begriff Freiwirtschaft geht auf Silvio Gesell zurück. Er bezeichnete damit eine Art Vorstufe seiner Natürlichen Wirtschaftsordnung. Das eigentliche Ziel war die Errichtung einer Physiokratie (=Naturherrschaft). Damit verwiesen Gesell sowie seine frühen Anhänger Georg Blumenthal und Hans Timm auf François Quesnay, verbanden dessen Ideen jedoch zu Anfang des 20. Jahrhunderts mit anarchistischem und freiwirtschaftlichem Gedankengut. Anhänger Gesells bezeichneten sich in der ersten Phase der Freiwirtschaftsbewegung als Physiokraten (auch Fysiokraten, Fisiokraten). Martin Hoffmann, ein junger Theologe und ebenfalls früher Anhänger Gesells, unterschied Mitte der 1920er Jahre mit den genannten Begriffen zwei Strömungen innerhalb der Gesellschen Bewegung: die bürgerlichen Freiwirtschaftler auf der einen und die proletarischen Physiokraten auf der anderen Seite. Seit den 1930er Jahren bezeichnen sich Vertreter der Gesellschen Ideen als Freiwirtschaftler, Freiwirte und/oder Gesellianer. Neuerdings tauchen auch die Begriffe Humanwirtschaft und Fairconomy auf.

## Ziele und Forderungen

Historisches FFF-Logo der Freiwirtschaftsbewegung

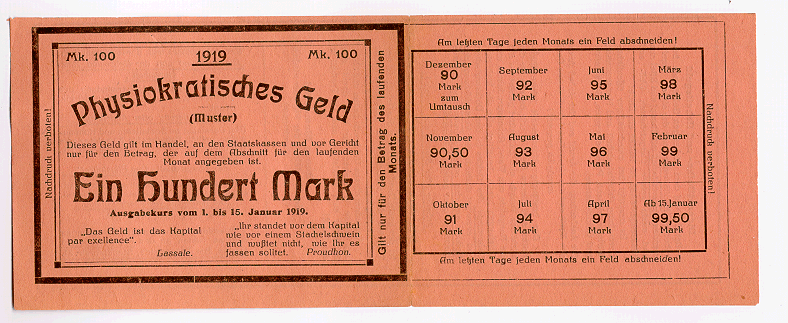
Physiokratisches Geld mit Entwertungsfeldern

Hauptziel der Freiwirtschaft ist eine stabile, sozial gerechte Marktwirtschaft. In einem freiwirtschaftlich organisierten Wirtschaftssystem sollen Produktion und Konsum über den Markt vermittelt werden (Marktwirtschaft). Private oder öffentliche Unternehmen tragen das geschäftliche Risiko und erwirtschaften mit dem Kapitaleinsatz eine gewinnabhängige Rendite. Das Geldvermögen ist mit einem Negativzins belegt, wodurch es als „umlaufgesichert“ gilt. Damit soll die Umlaufgeschwindigkeit des Freigelds erhöht werden, wodurch genügend Mittel für Investitionen bereitstünden. Mit dem Freigeld würde sogar ein Absinken des allgemeinen Marktzinsniveaus auf 0 % (oder gar darunter) erlaubt. Gleichzeitig sollen mittels der Freilandreform die gegenleistungslosen Einkommen, die durch Landbesitz entstehen und sich systemisch nicht eliminieren lassen, an die Allgemeinheit abgeführt und vergesellschaftet werden.
Die Reformforderungen der vor allem in den 1920er Jahren im deutschsprachigen Raum großgewordenen Freiwirtschaftsbewegung werden oft mit „F.F.F.“ zusammengefasst: Freigeld, Freiland, Festwährung.

### Freigeld (Geldreform)
Hauptforderungen dieser Geldpolitik sind:
- Einführung einer umlaufgesicherten Währung
- Abschaffung des Goldstandards

Silvio Gesell forderte die Abschaffung der bis dahin weltweit verbreiteten Golddeckung, weil nur eine begrenzte Menge Gold für den Geldkreislauf zur Verfügung stehe, während eine Wirtschaft beinahe unbegrenzt wachsen könne. Goldmangel könne deflationäre Zustände verursachen, Goldüberschuss könne destabilisierende Inflation zur Folge haben.
In der freiwirtschaftlichen Theorie ist das grundsätzliche Problem des Geldes das der fehlenden Lagerkosten. Alles in der Natur unterliege dem rhythmischen Wechsel von Werden und Vergehen, nur das Geld scheine der Vergänglichkeit alles Irdischen entzogen.
Zwei Ansätze gibt es, um dies zu verdeutlichen: Der Gesellsche Ansatz basiert auf der Analyse von Pierre-Joseph Proudhon, welche besagt, dass der Geldbesitzer gegenüber dem Besitzer bzw. Anbieter von Waren, Produkten, Dienstleistungen sowie Arbeitskraft einen entscheidenden Vorteil besitzen würde: Durch das Lagern von Waren, Produkten und Dienstleistungen entstünden laufende Kosten, bei Geld aber nicht. Dadurch würde der Geldbesitzer (die Nachfrage) einen systemischen Vorteil gegenüber dem Angebot erhalten, was dazu führen würde, dass Geld teurer verkauft würde als Waren. Diesen zusätzlichen Wert definierte Gesell als den „Urzins“, dessen Höhe er auf jährlich 4–5 Prozent schätzte.
Investitionen würden seiner Meinung nach nicht getätigt, läge der allgemeine Marktzins unter drei Prozent. Stattdessen würde es als liquides Mittel gehalten und gemäß Gesell zu Spekulationszwecken verwendet. Aus Perspektive der Anleger entstünde der Anlagenotstand, aus Perspektive der Unternehmer entstünde der Eindruck der Kapitalknappheit. Deflation und Spekulationsblasen wären erfahrungsgemäß die Folgen solcher Situationen.
Als Gegenmittel dazu bietet Gesell die Umlaufsicherung an, welche sicherstellen soll, dass weiterhin das mit negativem Zins belegte Geld investiert würde. Die Umlaufsicherung soll sich deshalb wie eine Steuer auf Liquidität auswirken, um die Umlaufgeschwindigkeit zu steuern. Dadurch soll – nach freiwirtschaftlicher Annahme – Vollbeschäftigung, vergleichbar mit einer permanenten Hochkonjunktur eintreten, wodurch die Löhne stiegen, während gleichzeitig die Preise real fallen würden.
Ein derartiges „Freigeld“ erfüllt nicht die Wertaufbewahrungsfunktion des Geldes. Manchmal wird auch der von Otto Heyn geprägte Begriff Schwundgeld genannt, der von Kritikern gelegentlich abwertend benutzt wird.

### Freiland
Ein weiterer Kritikpunkt der Freiwirtschaft an der bestehenden Verteilung der Produktionsgüter und Mittel ist das private Eigentum am Boden. Es verschafft seinen Eigentümern generell eine Bodenrente, die ihnen als leistungsloses Einkommen zufließt, sowohl bei Selbstnutzung der Grundstücke wie auch beim Verpachten und Vermieten. Nach freiwirtschaftlicher Auffassung soll die Bodenrente nicht in private Verfügung gelangen, sondern der Allgemeinheit zukommen, weil Boden ein Produkt der Natur und kein vom Menschen geschaffenes Gut ist, und der Wert, und damit die Bodenrente, nur durch die Allgemeinheit entsteht.
Durch eine Bodenreform will die Freiwirtschaft öffentliches Eigentum am Boden mit dessen privater Nutzung verbinden. Dazu fordert sie, allen Boden gegen volle Entschädigung seiner bisherigen Eigentümer in öffentliches Eigentum zu überführen, zum Beispiel in Eigentum der Gemeinden. Die bisherigen Eigentümer behalten dabei das Nutzungsrecht an ihren Grundstücken gegen Entrichtung einer regelmäßig wiederkehrenden Nutzungsabgabe an die öffentliche Hand. Boden in bis dahin öffentlichem Eigentum, der nicht ausdrücklich für öffentliche Zwecke gebraucht wird, soll an die Meistbietenden zur Nutzung vergeben werden.
Im Unterschied zum Boden dürfen und sollen darauf befindliche oder künftig zu errichtende Einrichtungen wie Gebäude oder gewerbliche Anlagen weiterhin Privateigentum sein und können privat genutzt werden, weil sie aus menschlicher Arbeit hervorgegangen sind. Die Rechte zum Vermieten oder Verpachten solcher Einrichtungen bleiben nach freiwirtschaftlicher Vorstellung gewährleistet, nicht jedoch das private Verpachten der Bodennutzung.
Wer Boden benötigt und nutzen möchte – sowohl Privatpersonen wie juristische Personen, sowohl bisherige Eigentümer wie neue Nutzer –, soll der zuständigen Bodenverwaltungsbehörde für die Nutzung des Bodens regelmäßig wiederkehrend eine Nutzungsabgabe entrichten, welche in ihrer Höhe ungefähr der Bodenrente entspricht. Die Höhe der Abgabe sollte je nach Begehrtheit des betreffenden Grundstücks bemessen sein und kann zum Beispiel in einer Versteigerung von Nutzungsrechten als Höchstgebot ermittelt werden. Damit wäre die Höhe der Nutzungsabgabe entsprechend marktwirtschaftlichen Prinzipien durch Angebot und Nachfrage bestimmt.
Diese Bodenreform bedingt die Schaffung einer rechtlichen Trennung zwischen Boden und darauf befindlichen Einrichtungen analog dem in Deutschland seit 1919 existierenden Erbbaurecht, im Gegensatz zum davon abweichend gegenwärtig generell praktizierten Recht, das nicht zwischen Boden und Bauten unterscheidet, sondern beides zusammen als Grundstück bezeichnet und rechtlich als Ganzes behandelt.
Mit der neuen Ordnung wären Handel und Spekulation mit Boden nicht mehr möglich, nach wie vor jedoch Kauf und Verkauf der privaten Einrichtungen. Beim Verkauf eines Bauwerks müsste der Käufer vom Verkäufer auch den Bodennutzungsvertrag mit der betreffenden Behörde übernehmen.
Mit der Bodennutzungsabgabe wird die Bodenrente der Allgemeinheit zufließen. Gesell selbst plante, das durch die Vergesellschaftung der Bodenrente gewonnene Geld als Mutterrente, eine Art hohes Kindergeld, an die Mütter zu verteilen, um diese wirtschaftlich unabhängig von Männern zu machen.
Eine Bodenreform nach freiwirtschaftlichem Modell wäre notwendig, um zu verhindern, dass Großgeldbesitzer, deren leistungslose Einkommen aus Zinsen nach der Einführung von Freigeld beschnitten sein würden, auf den Aufkauf von Grundstücken ausweichen. Dadurch würden die Grundstückspreise in unermessliche Höhen klettern und damit auch die Bodenrente in privater Hand, sehr zum Nachteil aller Übrigen, weil jeder Mensch zum Leben und Arbeiten auf Boden angewiesen ist.
Gesell bezieht sich dabei auf die Landreform-Theorie von Henry George. Diese sieht für Land eine Eigentumssteuer in einer Höhe vor, die die Grundrente angemessen neutralisiert. Gesell hält dabei aber Freiland für die systemisch überlegene Lösung.

### Freihandel
Ein weiterer Aspekt, der zur Freiwirtschaft gehört, ist der Freihandel. Damit ist die Abschaffung nationaler Wirtschaftsgrenzen gemeint. Da Freihandel von praktisch allen Ökonomen gefordert und befürwortet wird, ist Freihandel der einzige Freiwirtschaftliche Aspekt, der sich soweit global durchzusetzen scheint. Organisationen wie die WTO üben international großen Druck auf Staaten aus, Zoll- und Importbarrieren zu reduzieren und Exportsubventionen abzuschaffen, in der mit der ursprünglichen Freiwirtschaftsbewegung übereinstimmenden Überzeugung, dass intensive Handelsbeziehungen und -verflechtungen einen langfristigen Frieden zwischen den Ländern der Welt sicherstellen.

## Geschichte

Titelseite der Gesellschen Schrift Reformation im Münzwesen [...] (1891)

Brief Gesells an den Bodenreformer Michael Flürscheim

Die Anfänge der Freiwirtschaftslehre liegen im letzten Jahrzehnt des 19. Jahrhunderts. Im Jahr 1891 veröffentlichte Silvio Gesell in Buenos Aires / Argentinien eine Broschüre mit dem Titel Die Reformation im Münzwesen als Brücke zum sozialen Staat. Diese Schrift „war die Keimzelle einer eigenständigen sozialen Bewegung, die später den Namen Freiwirtschaftsbewegung bekam.“ In ihr spiegeln sich die Erfahrungen, die Gesell als Kaufmann im krisengeschüttelten Argentinien machte. Sein Nachdenken über die Ursachen von Wirtschaftskrisen führten ihn in Widerspruch zum Marxismus. Die menschliche Ausbeutung – so Gesell – habe ihre Ursachen nicht im Privateigentum von Produktionsmitteln, sondern in einem fehlerhaften Währungssystem. In seiner zweiten, ebenfalls 1891 erschienenen Schrift Nervus rerum führte er diesen Gedanken weiter aus.
Neben einer radikalen Währungsreform forderte Gesell ab 1904 auch eine ebenso tiefgreifende Bodenreform. Angeregt dazu wurde er durch eine ganze Reihe von „gelehrten und ungelehrten Theoretikern [...], die der Bodenfrage als Brennpunkt des ganzen gesellschaftlichen Zusammenlebens ihre Aufmerksamkeit geschenkt“ hatten. Zu nennen ist hier Theodor Stamm (1822–1892), Mitglied der Sozialdemokratischen Arbeiterpartei, der als einer der Ersten in seiner 1871 erschienenen Schrift Erlösung der darbenden Menschheit die Forderung aufstellte, privates Grundeigentum durch ein „gerechtes Expropriationsverfahren“ zu beseitigen und 1874 (erfolglos) beantragte, sie in das Programm der Arbeiterpartei aufzunehmen.
Im Jahr 1890 erregte der Österreicher Theodor Hertzka (1845–1924) mit seinem in Romanform verfassten Buch Freiland große Resonanz. Es verwendet nicht nur erstmals den Begriff, sondern entwirft auch die Konzepte für Freihandel und Freigeld als grundlegende Prinzipien seines Wirtschaftsmodells. Die Ideen des Buches fanden viele Anhänger in Deutschland und Österreich und führten zu Siedlungsprojekten, Vereinen und politischen Strömungen in verschiedenen Ländern. Weitere zeitgenössische Vertreter von Bodenreformideen, durch die Gesell inspiriert wurde, waren der Amerikaner Henry George (1839–1897), der Badener Michael Flürscheim (1844–1912) und der Preuße Adolf Damaschke (1865–1935). Während George und Damaschke es beim privaten Bodeneigentum belassen und nur den Wertzuwachs zugunsten der Gesellschaft besteuern wollten, folgte Silvio Gesell der Forderung Flürscheims, das Eigentum an Grund und Boden in die Hände des Staates zu überführen, dabei aber die ehemaligen Privateigentümer zu entschädigen. Ein Schwager Michael Flürscheims, der Emder Hausarzt Max Sternberg, kam ebenfalls aus der Bodenreformbewegung und wandte sich nach 1922 der Freiwirtschaft zu. Er sorgte für die Ausbreitung der Gesellschen Lehren im Nordwesten Deutschlands.

### Frühe Anhänger
Im Jahr 1909 trat der gelernte Tischler Georg Blumenthal in den damals kleinen Kreis der Gesellianer. Er kam aus der Gewerkschaftsbewegung und war während seiner Wanderjahre Anarchisten und unabhängigen Sozialisten begegnet. Die Arbeiterschule, die er später besuchte, machte ihn bekannt mit Benedikt Friedländer und über diesen mit Adolf Damaschke und dem Bund deutscher Bodenreformer. Dort hörte er von Gesell, der in dieser Zeit wieder in Argentinien lebte, las dessen Schriften und referierte über seine neu gewonnenen Erkenntnisse in anarchistischen sowie anarchosyndikalistischen Kreisen. Nur kurze Zeit später gründete er in Berlin den Verein für physiokratische Politik, dem Gesell von Südamerika aus beitrat. 1910 folgte die Gründung des Physiokratischen Verlages und zwei Jahre später die der Zeitschrift Der Physiokrat, deren erste Ausgabe im Mai 1912 erschien. 1913 erweiterte Blumenthal den von ihm gegründeten Verein zur Physiokratischen Vereinigung.
Ein weiterer für die Verbreitung der Gesellschen Lehre wichtige Multiplikator war der ehemalige römisch-katholische Landpfarrer und Damaschke-Anhänger Paulus Klüpfel (1876–1918). Er begegnete 1914 zunächst Blumenthal und dann Gesell, für den er bald als Privatsekretär arbeitete. Bereits ein Jahr später gründete Klüpfel den Freiland-Freigeld-Bund mit Sitz in Berlin-Steglitz. Anders als Gesell und Blumenthal war er, obwohl er sich von der Kirche getrennt hatte, stark von der christlichen Ethik geprägt. „In gewisser Hinsicht“, so Günter Bartsch, „war Klüpfel der freiwirtschaftliche Franz von Assisi“. Er setzte sich kritisch mit der Physiokratischen Vereinigung auseinander, gründete Mitte 1915 den Freiland-Freigeld-Bund (FFB) und bewirkte unter anderem, dass einige Gesellianer Blumenthals Vereinigung verließen und FFB-Mitglieder wurden. Klüpfel führte im Zusammenhang der Gesellschen Lehren unter anderem einen Briefwechsel mit Walther Rathenau. Einen vereinbarten Gesprächstermin mit Rathenau konnte er nicht mehr wahrnehmen; er starb am 29. Juli 1918 nach einer längeren Fastenzeit „für die Beendigung des Krieges“.

### DieNatürliche Wirtschaftsordnungerscheint
Seine Programmschrift Die natürliche Wirtschaftsordnung durch Freiland und Freigeld (NWO), „das Standardwerk der Freiwirtschaftslehre“ gab Silvio Gesell 1916 im Selbstverlag heraus. Er hielt sich während des Ersten Weltkrieges in Les Hauts-Geneveys (Französische Schweiz) auf, wo er eine Landwirtschaft betrieb. Das Vorwort zur zweiten Auflage, die kurze Zeit später erschien, schrieb der bereits erwähnte Paulus Klüpfel. Zu Lebzeiten Gesells erschienen sechs Auflagen der NWO. Postum 1930 gab der Stirn-Verlag Leipzig eine siebente Auflage heraus, eine achte wurde während der Zeit des Nationalsozialismus im schweizerischen Genossenschaft-Verlag freiwirtschaftlicher Schriften veröffentlicht und schließlich erschien im August 1949 eine neunte, von Karl Walker bearbeitete Nachkriegsauflage beim Rudolf Zitzmann Verlag in Nürnberg.

### Neue Multiplikatoren
Im Jahre 1949 fand in der Schweiz eine Volksinitiative „zur Sicherstellung der Kaufkraft und Vollbeschäftigung (Freigeldinitiative)“ statt. Diese Initiative wurde durch die Volksabstimmung vom 15. April 1951 jedoch mit 87,6 % Nein-Stimmen abgelehnt, und erhielt weniger Ja-Stimmen als Unterschriften zum Einreichen der Volksinitiative gesammelt wurden. Angenommen wurde in der Volksabstimmung hingegen der Gegenentwurf der Bundesversammlung, mit 69,0 % und in 22 (19 6/2) Ständen. Thema der Abstimmung war allerdings nicht die Einführung einer Umlaufsicherung selbst, sondern die teilweise Aufgabe der Golddeckung, um die Währungsstabilität sicherzustellen. Mit dem Zusammenbruch des Bretton-Woods-Systems wurde diese Golddeckung später aufgehoben.

## Freiwirtschaftlich orientierte Praxisversuche

### Siedlungs- und Genossenschaftsprojekte
Auf die Anregung von Theodor Hertzkas Buch Freiland gehen zahlreiche Konsum-, Produktiv- und Baugenossenschaften, sowie verschiedene Siedlungsprojekte zurück, darunter das Projekt Eden, der spätere Wohnort Gesells.

### Währungsprojekte

Wära-Anzeige 1931

Zu den ersten Versuchen, die freiwirtschaftliche Freigeld-Theorie in der Praxis zu erproben, gehörte das sogenannte Wära-Experiment. Es wurde Ende der 1920er Jahre an vielen Orten Deutschlands durchgeführt. Initiiert wurde dieser Versuch von den Gesell-Anhängern Hans Timm und Helmut Rödiger im Jahr 1926.
Der Bergwerksingenieur Max Hebecker führte in Zusammenarbeit mit Hans Timm und Helmut Rödiger nach 1929 das Schwanenkirchener Freigeldexperiment durch. In der Folgezeit erlebte die Region um Schwanenkirchen einen in der Öffentlichkeit sehr beachteten wirtschaftlichen Aufschwung.
Über die Grenzen Europas hinaus erlangte das sogenannte Wunder von Wörgl Bekanntheit. Der Wörgler Bürgermeister Michael Unterguggenberger arbeitete im Zusammenhang der Weltwirtschaftskrise 1929 ein Nothilfe-Programm aus, das sich an der Gesellschen Freiwirtschaftslehre orientierte und dazu führte, dass umlaufgesichertes Freigeld als Komplementärwährung für die Region Wörgl ausgegeben wurde.
Auch in den Vereinigten Staaten kam es Anfang der 1930er Jahre an vielen Orten zur Durchführung eines freiwirtschaftlichen Geldexperiments. Unter der Bezeichnung stamp scrip, gewann das Experiment so sehr an Popularität, dass der Nationalökonom Irving Fisher darüber eine wissenschaftliche Untersuchung veröffentlichte.
Als Fortsetzung dieser historischen Freigeldexperimente gilt das sogenannte Regiogeld, das heute an vielen Orten unter unterschiedlichen Bezeichnungen als Komplementärwährung in Umlauf ist.

## Organisationen der Freiwirtschaft
In der Zeit der Weimarer Republik kandidierten zwischen 1924 und 1932 mehrere freiwirtschaftlich orientierte Listen bei den Reichstagswahlen. Darunter war der Freiwirtschaftsbund F.F.F. die erfolgreichste Gruppierung, die 1924 knapp 40.000 Stimmen bzw. 0,1 % erreichte, womit sie nicht ins Parlament einzog.
Am 1. Mai 1933 kam es aufgrund einer Initiative Wilhelm Radeckes zur Gründung des Rolandbundes, eines „nationalen Bundes zur Sicherung der Markthoheit des Reiches“. Das neue politische System – so Radecke im Sammelruf des Rolandbundes – solle nicht gestürzt, sondern unterstützt werden, mehr noch: „der Roland wolle es vollenden“. Der Rolandbund hatte mindestens 1500 Mitglieder. Er wurde – wahrscheinlich auf Veranlassung von Hjalmar Schacht – nach dem Röhm-Massaker am 30. Juni 1934 aufgelöst.
Sehr bald nach dem Zweiten Weltkrieg konstituierten sich in den westlichen Besatzungszonen freiwirtschaftlich orientierte Parteien, von denen die Radikal-Soziale Freiheitspartei der britischen Besatzungszone am erfolgreichsten war: Sie errang bei der Bürgerschaftswahl in Hamburg 1949 mit 2,0 % der Stimmen einen Parlamentssitz, der von Willi Eberlein eingenommen wurde. Für die Bundestagswahl 1949 kandidierten die RSF, die Soziale Freiheitspartei der amerikanischen und die Freie Soziale Partei der französischen Besatzungszone gemeinsam in sechs der damals elf Bundesländer, jedoch ohne Mandate zu erreichen. 1950 fusionierten die drei genannten Parteien zur Frei-Sozialen Union (FSU). Nach 1968 wurde für den Parteinamen die Zusatzbezeichnung Demokratische Mitte beschlossen. Ab 2001 nannte sie sich Humanwirtschaftspartei. Sie spielt aufgrund der geringen Mitgliederzahl gegenwärtig keine wesentliche Rolle in der deutschen Politik. Nach Ansicht des Bundeswahlausschusses fehlen inzwischen die Voraussetzungen für die Anerkennung der Parteieigenschaft. Im September 2010 ließ sich die Partei ins Vereinsregister eintragen.

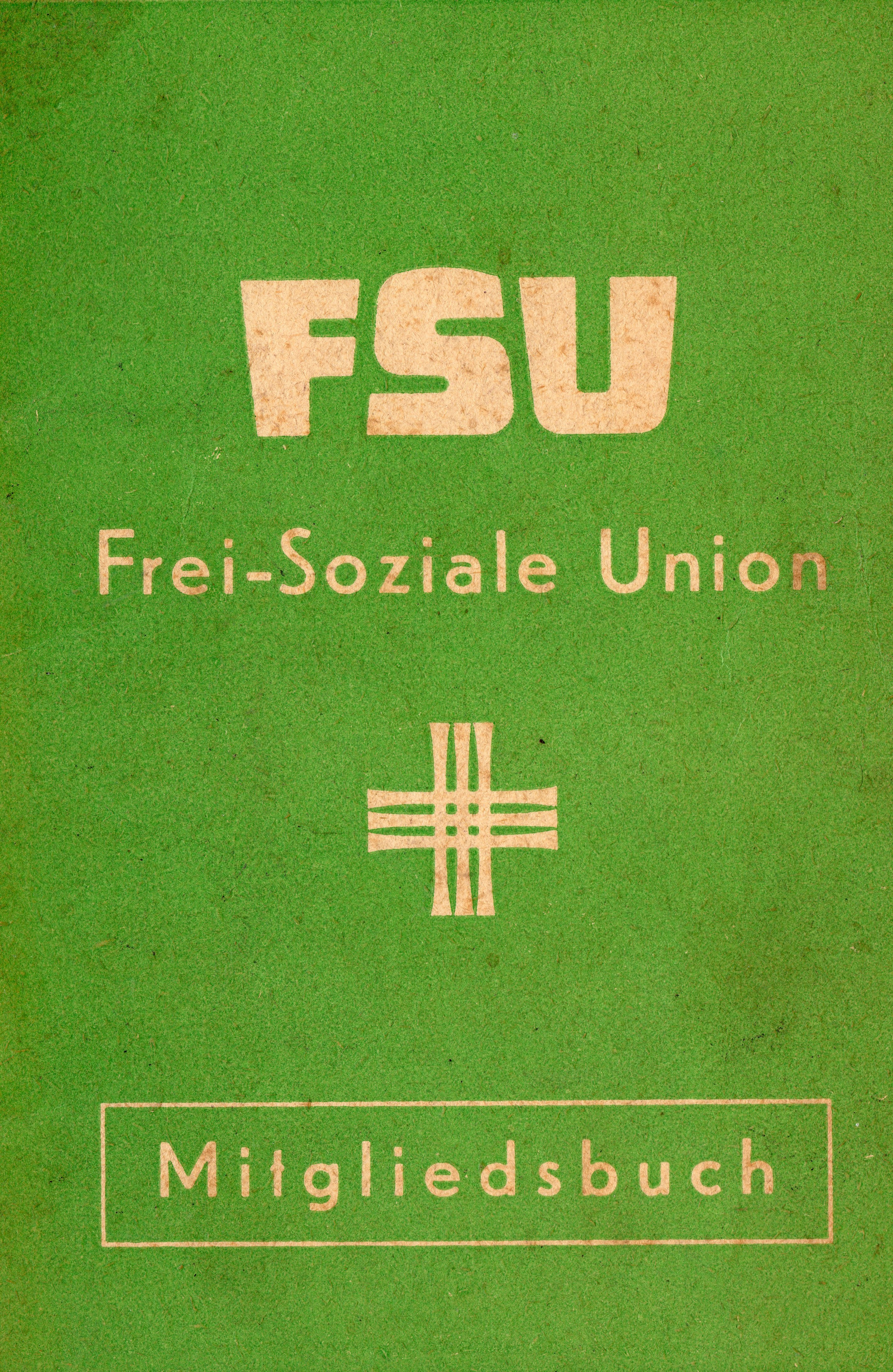
Mitgliedsbuch der Frei-Sozialen Union (ab 1950)

Weitere Organisationen, die sich mit der Freiwirtschaft befassen und sich dafür einsetzen, sind:
- Initiative für Natürliche Wirtschaftsordnung (INWO) Deutschland e. V., auch INWO Schweiz und INWO Österreich, mit der Zeitschrift Fairconomy
- DF Deutscher Freiwirtschaftsbund
- Förderverein Natürliche Wirtschaftsordnung e. V. mit der Zeitschrift Humane Wirtschaft[40]
- Bündnis Zukunft; diese Partei entstand 2001 als freiwirtschaftliche Abspaltung von Bündnis 90/Die Grünen
- Aktion Dritter Weg/Liberalsoziale innerhalb der Partei Bündnis 90/Die Grünen, vertritt freiwirtschaftliche Ideen und veröffentlicht sie in der Zeitschrift Alternativen (siehe Georg Otto)
- Freiwirtschaftlicher Jugendverband e. V.

Folgende private Bildungseinrichtungen versuchen durch Kurse, Tagungen und die Herausgabe von Zeitschriften freiwirtschaftliche Gedanken zu verbreiten:
- Sozialwissenschaftliche Gesellschaft e. V., Northeim mit der Zeitschrift für Sozialökonomie
- Stiftung für Reform der Geld- und Bodenordnung in Kirn/Nahe
- Seminar für freiheitliche Ordnung (SffO) e. V. in Bad Boll

Unter anderem auch freiwirtschaftliche Positionen vertreten:
- Verein Equilibrismus (ganzheitlicher Ansatz zur nachhaltigen Lösung der existentiellen globalen Probleme im sozialen, politischen und ökologischen Bereich)

Die Christen für gerechte Wirtschaftsordnung e. V. (CGW) sind Nachfolger der Arbeitsgemeinschaft freiwirtschaftlicher Christen, sehen sich aber „der Freiwirtschaft entwachsen“; sie „eint nicht die Freiwirtschaft, sondern wir sind bestrebt, alternative Ansätze kennenzulernen und zu verbreiten.“
Sammlungen freiwirtschaftlicher Literatur befinden sich unter anderem
- im Archiv für Geld- und Bodenreform an der Universität Oldenburg[42] (siehe Werner Onken)

## Rolle der Freiwirtschaft in den Wirtschaftswissenschaften

### Unmittelbar nach Gesell
John Maynard Keynes kam in seinem 1936 erschienenen Hauptwerk Allgemeine Theorie der Beschäftigung, des Zinses und des Geldes (General Theory of Employment, Interest and Money) zu folgender Einschätzung der Gesellschen Lehre: „Ich glaube, daß die Zukunft mehr vom Geiste Gesells als von jenem von Marx lernen wird.“ Der US-amerikanische Ökonom Irving Fisher setzte sich, angeregt durch einen Modellversuch in Wörgl, dafür ein, „Freigeld“ in Form von „stamp scrips“ in den USA einzuführen.

### Bis Anfang des 21. Jahrhunderts
Der spätere Wirtschaftsnobelpreisträger Maurice Allais skizzierte in seinem 1947 erschienenen Hauptwerk Économie et Intérêt („Wirtschaft und Zins“) einen „socialisme concurrentiel“ oder „planisme concurrentiel“, der als zentrale Elemente die Verstaatlichung des Bodeneigentums und die „kontinuierliche Entwertung des umlaufenden Geldes“ enthält. Allais sah beides als Bedingungen für maximale wirtschaftliche Effizienz an. Er verwies dabei auf die Nähe seines Konzeptes zu dem von Gesell. Ähnlich wie dieser plädierte er für eine „systematische Organisation des Wettbewerbs“, die alle Vorrechte und Monopole beseitigt.
In den gängigen wirtschaftswissenschaftlichen Lehrbüchern und Zeitschriften wurde die Freiwirtschaft selten diskutiert. Jedoch hat Dieter Suhr, von 1975 bis 1990 Professor für Öffentliches Recht an der Universität Augsburg, in seinen Büchern grundsätzliche verfassungsrechtliche Kritik an der heutigen Geldordnung geübt und wesentliche, sowohl theoretische wie auch praktische Anstöße für eine Weiterentwicklung der Freiwirtschaft gegeben.
Bernd Senf, Professor für Volkswirtschaftslehre an der Fachhochschule für Wirtschaft Berlin, präsentierte in seinem erstmals 2001 veröffentlichten Buch Die blinden Flecken der Ökonomie die Freiwirtschaftslehre als eine von sieben historisch bedeutsamen Schulen der Volkswirtschaftslehre (neben Physiokratie, klassischer Ökonomie, Marxismus, Neoklassik, Keynesianismus und Monetarismus).
2003 promovierte Roland Wirth bei dem Wirtschaftsethiker Peter Ulrich an der Universität St. Gallen mit einer Dissertation zum Thema Marktwirtschaft ohne Kapitalismus. Eine Neubewertung der Freiwirtschaftslehre aus wirtschaftsethischer Sicht. Nach Rezensionen von Jost W. Kramer, Professor für Allgemeine Betriebswirtschaftslehre an der Hochschule Wismar, und von Stephan Märkt, Bologna-Berater der HRK an der Leuphana Universität Lüneburg, resümierte der Berliner Professor Hermann Kendel, Wirths Doktorarbeit bringe „die Ideen von Silvio Gesell wieder in die allgemeine Fachdiskussion zurück“.

### Gegenwart
Mit Beginn der Weltwirtschaftskrise ab 2007 wurde die Idee des umlaufgesicherten Geldes an verschiedenen Stellen erneut aufgegriffen. So verwiesen Gregory Mankiw oder Willem Buiter auf Silvio Gesell.
EZB-Direktoriumsmitglied Benoît Cœuré hielt am 9. März 2014 vor der Geldmarkt-Kontaktgruppe der EZB die Rede Life below zero: Learning about negative interest rates (Leben unter null: Über negative Zinsen lernen). Darin erklärte er, dass die Idee negativer Zinsen oder der „Besteuerung des Geldes“ auf Silvio Gesell zurückgehe, den deutschen Begründer der Freiwirtschaft, der von Irving Fisher unterstützt und von John Maynard Keynes „ein seltsamer, zu Unrecht übersehener Prophet“ genannt wurde.
Auch die griechische Finanzkrise 2015 veranlasste Fachleute, darunter der britische Wirtschaftshistoriker und Keynes-Biograph Robert Skidelsky, der US-Wirtschaftsprofessor Miles Kimball, der britische Journalist und Universitätsdozent George Monbiot und die Capital International Group, auf Gesells Freigeld als Lösungsmöglichkeit hinzuweisen. Stanley Fischer, Vizepräsident der US-amerikanischen Zentralbank FED, erwähnte in seiner Rede Monetary Policy, Financial Stability, and the Zero Lower Bound am 3. Januar 2016 Silvio Gesell als einen der Vordenker negativer Zinsen.

## Kritik an der Freiwirtschaft

### Ökonomische Kritik an der Freiwirtschaft
Kritisiert wird unter anderem die freiwirtschaftliche Prämisse, dass Geld durch die Umlaufsicherung auf den Konsum- oder Kreditmarkt gedrängt würde. Das umlaufgesicherte Geld würde von den Bürgern „stattdessen“ durch Devisen und Edelmetalle substituiert, welche keinem Wertverfall unterliegen.
Das Greshamsche Gesetz beschreibt den Effekt, dass „schlechtes Geld gutes Geld im Umlauf verdrängt“. Wenn ein gesättigter Markt vorliegt, wird jeder Konsument, der vor der Wahl steht, Ausgaben mit umlaufgesichertem Geld oder anderem Geld zu begleichen, die Zahlung mit umlaufgesichertem Geld vornehmen. Das andere Geld wird dadurch „das Land verlassen oder durch Hortung aus dem Umlauf verschwinden“.

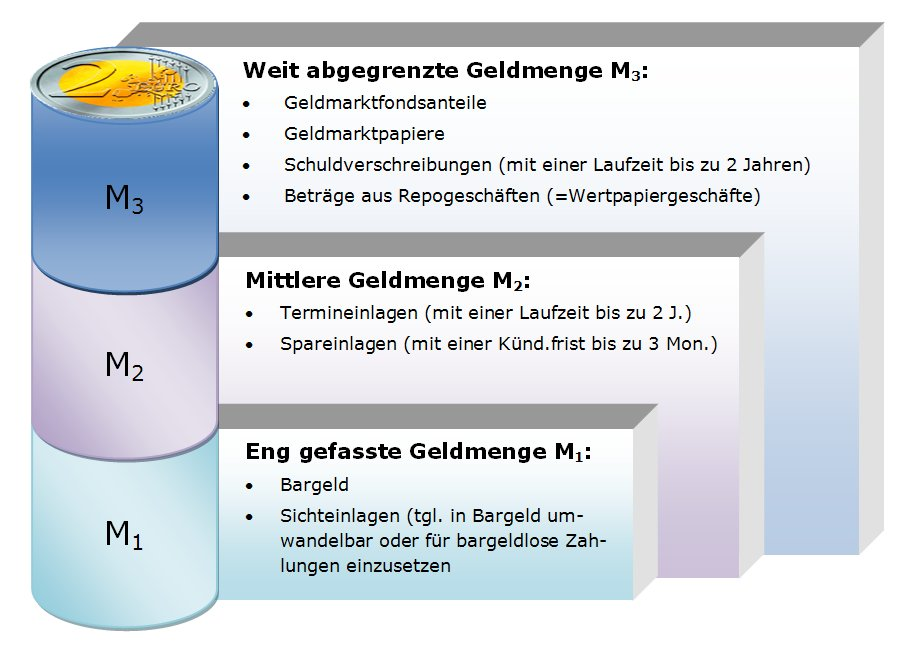
Die Geldmengen M_{1} bis M_{3}

Laut der Quantitätsgleichung {\displaystyle M\cdot V=P\cdot Y} erhöht eine Umlaufsicherung die Umlaufgeschwindigkeit {\displaystyle V}. Dies hat prinzipiell denselben Effekt wie die Erhöhung der Geldmenge {\displaystyle M}.
Nicht berücksichtigt wird allerdings, dass das Handelsvolumen {\displaystyle Y} durch die erhöhte Güternachfrage in der Freiwirtschaft auch steigt.
Auch kann eine einfache Erhöhung der Geldmenge {\displaystyle M} zu einer gleichzeitigen Senkung der Umlaufgeschwindigkeit führen, wenn Geld von der Geldbasis {\displaystyle M_{0}} und {\displaystyle M_{1}}, welches eine hohe Umlaufgeschwindigkeit {\displaystyle V_{0}} aufweist, zurückgehalten oder angespart und dadurch zur Geldmenge {\displaystyle M_{2}} oder gar {\displaystyle M_{3}} wird, welche geringere Umlaufgeschwindigkeiten {\displaystyle V_{3}<V_{2}<V_{1}<V_{0}} aufweisen. Diese Verlagerung auf Geldmengen mit geringerer (bzw. keiner) Umlaufgeschwindigkeit entsteht, wenn Menschen
- auf Preissenkungen hoffen und dadurch Geld zurückhalten oder
- wenn einzelne Menschen ein sehr hohes Einkommen haben, welches sie nicht unmittelbar verwenden können, ansparen und somit aus dem Geldkreislauf wieder herausnehmen, was dazu führt, dass sich das Geldvermögen dieser Menschen erhöht ohne einen Beitrag zum Handelsvolumen zu leisten oder
- Geld zum Erwerb größerer Investitionen akkumulieren.

Den beiden ersten Effekten wird beim Freigeld durch die Umlaufsicherung entgegengewirkt, denn hier entsteht die Erhöhung der Umlaufgeschwindigkeit durch die Verlagerung der lang- bis mittelfristig angelegten Geldmengen {\displaystyle M_{3}} und {\displaystyle M_{2}} auf die rasch zirkulierenden Geldmengen {\displaystyle M_{1}} und {\displaystyle M_{0}}.

### Marxistische Kritik an der Freiwirtschaft
Marxisten wie der Ökonom Elmar Altvater bezeichnen die Freiwirtschaft als „sozialdarwinistisches Konzept“ und lehnen sie deshalb ab.
Werner Onken legt in seiner Antwort auf diesen Vorwurf dar, dass die Evolutionslehre damals neu, und vor allem auch im Kontrast zu den Dogmen der Kirchen, – auch in der Arbeiterbewegung – „en vogue“ war, und Gesell keineswegs einen „Kampf des Stärkeren gegen den Schwächeren“ vertreten hat, sondern dafür eintrat, „mit einer gerechten Rahmenordnung des Wirtschaftens Voraussetzungen für eine gerechte Verteilung der Einkommen und Vermögen [zu] schaffen“.

### Nähe zum Nationalsozialismus?
Der Vorwurf Altvaters, dass viele Anhänger Gesells mit den Nationalsozialisten paktiert und ihre Nähe gesucht haben, „lässt sich leider nicht bestreiten: Im historischen Kontext erscheint sie jedoch in einem differenzierteren Licht.“ Gesells Anhänger hätten Politikern der demokratischen Parteien und den Gewerkschaften immer wieder Vorschläge zur Stabilisierung der wirtschaftlichen Konjunktur unterbreitet. Sie seien jedoch nicht beachtet, sondern ignoriert worden.
Die Versuche, die Freiwirtschaftslehre über den Nationalsozialismus zu realisieren, scheiterten jedoch bald. Der nationalsozialistische Geldtheoretiker Gottfried Feder schrieb schon 1923 im Völkischen Beobachter, die restlose Ablehnung und wissenschaftliche Erledigung der Gesell'schen „Irrlehre“ könne als Gemeingut des Nationalsozialismus angesehen werden. (Siehe auch: Silvio Gesell und Gottfried Feder) Am 24. Januar 1933, wenige Tage vor Hitlers Machtergreifung, veranstalteten Wilhelm Radecke, Karl Walker u. a. in einem der größten Säle Berlins eine freiwirtschaftliche Versammlung mit dem Titel „Ohne Hitler ins Dritte Reich“, die von einem starken SA-Kommando unter Verwüstung des Inventars und mit blutigen Verletzungen von Teilnehmern zerschlagen wurde. Wenig später setzten schlagartig im ganzen Lande Vernehmungen, Beschlagnahmen und Terrorakte gegen rund 2000 Mitglieder der freiwirtschaftlichen Bewegung ein. Gesellanhänger wurden in Konzentrationslager gebracht, einige kamen dort ums Leben.

## Weitere Vertreter der Freiwirtschaftslehre

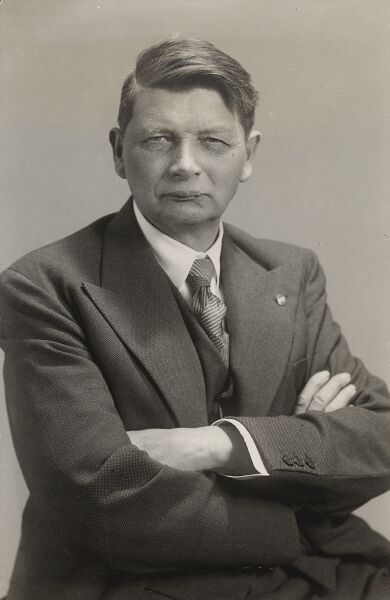
Hans Bernoulli

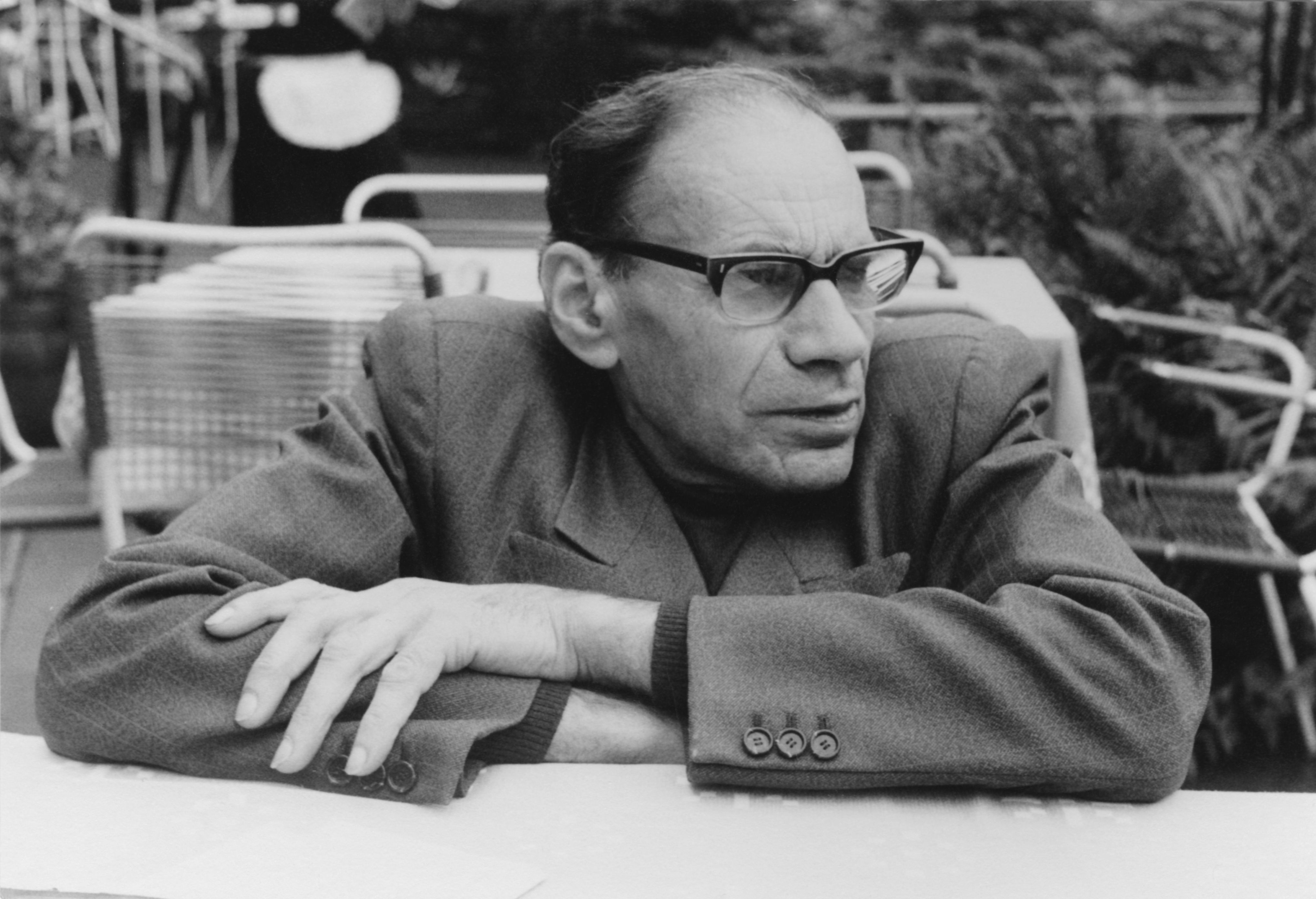
Karl Walker

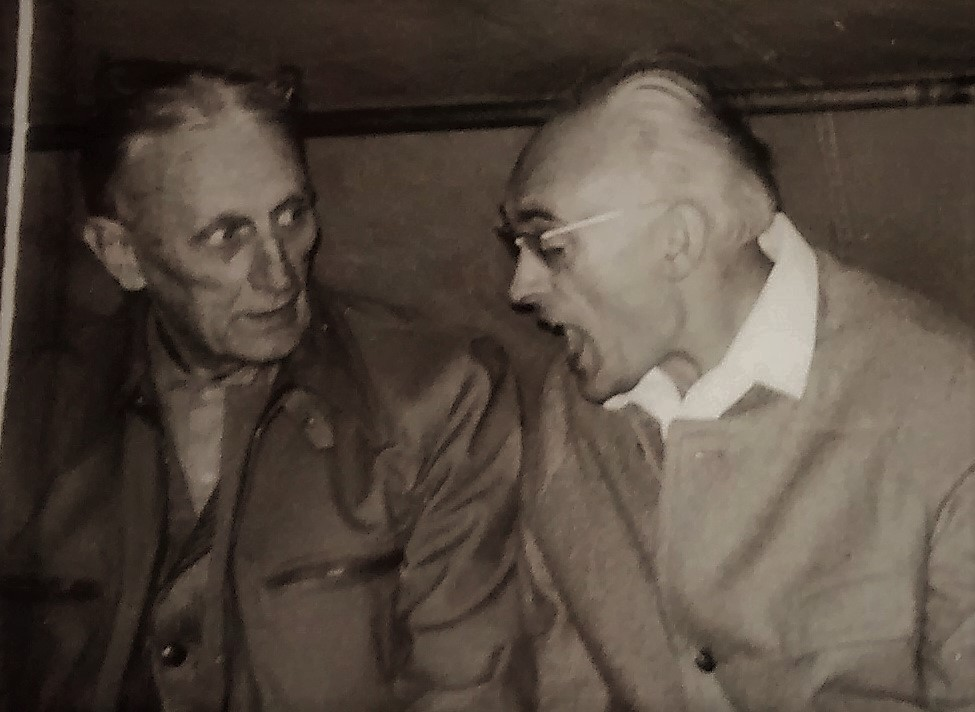
Zwei Maler und Freiwirtschaftler Hans Trimborn (links) und Bernhard Grotzeck im Gespräch (um 1970)

- Tristan Abromeit (* 1934), Mitbegründer der Partei Die Grünen[66]
- Hans Bernoulli (1876–1959), Architekt und Mitbegründer des schweizerischen Freiwirtschaftsbundes
- Georg Blumenthal (1872–1929), Gründer der Physiokratischen Bewegung und Herausgeber Gesellscher Schriften
- Helmut Creutz (1923–2017), Publizist, Wirtschaftsanalytiker, Architekt und freiwirtschaftlich bekannter Buchautor
- Theophil Christen (1873–1920), schweizerischer Mathematiker, Arzt und Ökonom
- Eugen Drewermann (* 1940), deutscher Theologe und Psychoanalytiker[67]
- Willi Eberlein (1904–1986), Abgeordneter der Hamburgischen Bürgerschaft 1949–1953 (RSF)
- Roland Geitmann (1941–2013), von 1983 bis 2006 Professor für Öffentliches Recht an der Fachhochschule Kehl
- Eckhard Grimmel (1941–2023), Professor für Geographie an der Universität Hamburg, Mitbegründer des Deutschen Freiwirtschaftsbundes
- Bernhard Grotzeck (1915–2008), Finanzbeamter und deutscher Maler; RSF-Bundestagskandidat 1949
- Max Hebecker (1882–1948), Bergbauingenieur und Initiator des Wära-Experiments Schwanenkirchen
- Peter Kafka (1933–2000), deutscher Astrophysiker und Atomkraftkritiker, zahlreiche kapitalismuskritische Vorträge und Publikationen[68]
- Margrit Kennedy (1939–2013), deutsche Architektin, Professorin 1991 bis 2002 an der Universität Hannover
- Gustav Lilienthal (1849–1933), Baumeister und Sozialreformer, jüngerer Bruder von Otto Lilienthal, Anhänger der Freilandbewegung Hertzkas, baute in Eden und gründete die eigene Siedlungsgenossenschaft Freie Scholle.
- Hans Langelütke (1892–1972), Wirtschaftswissenschaftler, 1955 bis 1965 Präsident des ifo Institut für Wirtschaftsforschung
- Dirk Löhr (* 1964), Steuerberater und Professor für Ökologische Ökonomie und Steuerlehre an FH Trier[69]
- Heinz Nixdorf (1925–1986), deutscher Unternehmer, Gründer der Nixdorf Computer AG[70]
- Anton Nordwall (1894–1949), homöopathischer Arzt, Kommunalpolitiker und Esperantist. Initiator eines Experiments mit von ihm entwickeltem „Eilgeld“, das auch bei Irving Fisher Beachtung fand.[71]
- Franz Oppenheimer (1864–1943), deutscher Arzt, Soziologe und Nationalökonom, Anhänger Hertzkas, Weiterentwicklung zur Theorie des 3. Weges, einer Marktwirtschaft ohne Privateigentum.[17]
- Elimar Rosenbohm (1916–1997), Volkswirtschaftler, Mitherausgeber der Zeitschrift für Sozialökonomie (ZfSÖ)
- Paul von Schoenaich (1866–1954), Vorsitzender der Deutschen Friedensgesellschaft (DFG)
- Fritz Schwarz (1887–1958), Schweizer Lebensreformer, Autor und Politiker
- Hans Konrad Sonderegger (1891–1944), Schweizer Theologe, Rechtsanwalt und Nationalrat
- Hans Trimborn (1891–1979), deutscher Maler und Mitinitiator eines freiwirtschaftlichen Wära-Experimentes auf der Insel Norderney[72]
- Johannes Ude (1874–1965), katholischer Priester und Theologieprofessor, Anhänger der Freiwirtschaftslehre und Verfolgter des Naziregimes
- Michael Unterguggenberger (1884–1936), ehemaliger Bürgermeister von Wörgl, Initiator des dortigen Freigeldexperimentes
- Karl Walker (1904–1975), Sozialwissenschaftler und Autor volkswirtschaftlicher Schriften
- Werner Zimmermann (1893–1982), Lebensreformer, Buchautor und Mitbegründer des Schweizer WIR Wirtschaftsringes (inzwischen WIR Bank)

## Sympathisanten und Künstler, die freiwirtschaftliche Themen reflektierten
- Michael Ende (1929–1995), deutscher Schriftsteller, verarbeitete die Kritik am Zinsgeld u. a.[73] in seinem Roman Momo.[74]
- Johannes Kleinhappl (1893–1979), katholischer Priester und Moraltheologe
- Hermann Oberth (1894–1989), deutscher Physiker und Raketenpionier[75]
- Georg Otto (1928–2021), Mitbegründer der politischen Partei Die Grünen, Gründer der Quartalszeitschrift „Alternativen“, Sprecher des liberal-sozialen Flügels der Grünen sowie Vorsitzender der „Aktion Dritter Weg“ (A3W)
- Ezra Pound (1885–1972), amerikanischer Dichter, bewundernde Erwähnung des Wörgler Freigeldexperiments und der Person Michael Unterguggenberger in den Pisaner Gesängen (Canto LXXVIII)[76]

## Bibliotheken, Archive, Sammlungen (Auswahl)
- Uni Oldenburg.de: Archiv für Geld- und Bodenreform an der Carl von Ossietzky Universität Oldenburg
- UB.Unibas.ch: Freiwirtschaftliche Bibliothek der Universität Basel
- Staatsarchiv des Kantons Bern: DQ 1312 Schriften zur Sozialen Frage: Freiwirtschaft, Freigeld, Abstinenz, Ernährungsformen, Erziehung, 1930-1933
- Bibliothek der Freien: Sammlung Freiwirtschaft (Bücher und Broschüren). Stand: April 2006